# Gypsy (Lady Gaga)
Gypsy è un brano musicale del 2013 della cantautrice statunitense Lady Gaga. 
Programmato come ultimo singolo del terzo album in studio Artpop, venne sostituito da G.U.Y.. Il brano parla del viaggio e del supporto e affetto dei suoi fan. 
La traccia è stata accolta in maniera positiva dai critici e dai fan che l'hanno apprezzata per la produzione, la semplicità e il testo. Alcuni l'hanno definita come la migliore dell'album.

## Scruttura e composizione
Scritta in collaborazione con RedOne, Hugo Leclercq e Paul "DJ White Shadow" Blair, è una canzone europop, elettropop, con influenze di classic rock e musica house.

## Esibizioni dal vivo
Lady Gaga ha suonato Gypsy per la prima volta su un pianoforte a una festa nel nightclub Berghain di Berlino. La cantante si esibì in reggiseno con capelli corti e biondi e dei baffi finti. Questa esibizione ha creato un grande impatto negli spettatori.
La cantante ha eseguito questo brano come brano finale di tutti gli show per il suo tour ArtRave: The Artpop Ball.
Gaga ha suonato Gypsy in una serata al Saturday Night Live e nello spettacolo The Howard Stern Show (12 novembre 2013).

## Classifiche
| Classifica (2013) | Posizione raggiunta |
| ----------------- | ------------------- |
| Corea del Sud     | 35                  |